# Hollywood Walk of Fame/Kategorie Sport
Hier finden sich die mit einem Stern der Kategorie Sport auf dem Hollywood Walk of Fame ausgezeichneten Künstler.

## K
| Name             | Adresse                  |
| ---------------- | ------------------------ |
| Billie Jean King | 6284 Hollywood Boulevard |

## S
| Name            | Adresse                  |
| --------------- | ------------------------ |
| Michael Strahan | 6918 Hollywood Boulevard |

## W
| Name          | Adresse                  |
| ------------- | ------------------------ |
| Carl Weathers | 7076 Hollywood Boulevard |